# Кангранде II дела Скала
Вижте пояснителната страница за други личности с името Кангранде дела Скала.
Кангранде II дела Скала (на италиански: Cangrande II della Scala, * 8 юни 1332, † 14 декември 1359) от род Скалигери е от 1351 до 1359 г. господар на Верона.
Той е големият син на Мастино II дела Скала († 1351) и Тадеа да Карара, дъщеря на Якопо I господар на Падуа. Брат е на Беатриче дела Скала, омъжена през 1350 г. за Бернабо Висконти.
Той последва през 1352 г. чичо си Алберто II дела Скала. Управлява жестоко и се обгражда с немски наемници. Кангранде II построява през 1354–1356 г. Кастелвекио, крепост и резиденция във Верона. От там той управлява само 3 години. Кангранде е убит на 14 декември 1359 г. от брат му Кансинорио дела Скала, който поема управлението над Верона заедно с брат му Албоино II дела Скала.
Кангранде II се жени на 22 ноември 1350 г. за Елизабета Баварска (1329–1402), най-възрастната дъщеря на император Лудвиг IV и Маргарета Холандска. Бракът е бездетен.